# Jasubigüey-teri
Jasubigüey-teri est une localité de la municipalité d'Alto Orinoco dans l'État d'Amazonas au Venezuela, sur le fleuve Orénoque.